# Alvear (Corrientes)
Alvear és una ciutat argentina, situada en l'est de la província de Corrientes, capital del departament General Alvear.

## Ubicació
Està situada a una latitud de 29° 03' Sud i una longitud de 56° 32' Oest, en la desembocadura del Riu Aguapey, a la vora del riu Uruguai, que la separa de la ciutat brasilera d' Itaquí, amb la qual està estretament relacionada.
S'accedeix a ella a través de la RN 14 o del ferrocarril General Urquiza. Es troba a 440 quilòmetres de la Ciutat de Corrientes.

## Història
Va ser fundada oficialment el 1863, a l'ombra de l'anomenat “Ombú Protector”, arbre que es troba immortalitzat en l'escut comunal, i el seu nom es deu al guanyador de la batalla de Ituzaingó. La versió oficial del nom de la ciutat és que el general Carlos d'Alvear havia nascut a la província de Corrientes, i en l'afany dels congresistes de 1863 per homenatjar al seu coprovincià, van nomenar al naixent poble Alvear amb el seu nom. També es diu que don Diego d'Alvear, pare de Carlos María, va viure alguns anys en el pas d'Itaquí, i que això també va contribuir a la imposició del nom.

## Població
Té 6.732 habitants (INDEC, 2010), la qual cosa representa un descens del 2,9% enfront dels 6.934 habitants (INDEC, 2001) del cens anterior.

## Port d'Alvear
Es troba al port fluvial el Resguard Duaner, la Prefectura Alvear (de la Prefectura Naval Argentina, institució creada en els anys 1920, però que remunta la seva història com a força de seguretat present a la ciutat des de 1884). Es caracteritza per ser el port d'exportació d'arròs més important del país. En l'actualitat es troba habilitat per a qualsevol tipus de trànsit d'exportació i importació.
S'estan duent a terme les gestions per començar els treballs per a la construcció del Pont Internacional Alvear-Itaquí, projecte que porta temps estancat i que a més d'unir el país amb la germana República Federativa del Brasil, significarà una gran fita de desenvolupament i progrés per a la regió. L'obertura de sobres de l'anomenat a licitació per a la realització dels estudis de factibilitat geogràfica, prevista per a principis de juliol de 2009, van ser posposats pel 8 de setembre proper pels governs de tots dos països; una vegada realitzat aquest esdeveniment, començarien els treballs a la ciutat.